# 香川県立丸亀病院
香川県立丸亀病院（かがわけんりつまるがめびょういん）は、香川県丸亀市にある西部保健医療圏内の医療機関の一つ。香川県立の精神科病院である。
1963年（昭和38年）までは9診療科を擁する総合病院であったが、精神科病院へと転換された。

## 診療科
（この節の出典）
- 内科
- 精神科
- 心療内科
- リハビリテーション科
- 歯科
- 思春期心療内科

## 医療機関の指定・認定
（下表の出典）
| 保険医療機関                                                                                           | 生活保護法指定医療機関                                                             |
| 労災保険指定医療機関                                                                                   | 指定小児慢性特定疾病医療機関                                                       |
| 指定自立支援医療機関（精神通院医療）                                                                   | 難病の患者に対する医療等に関する法律（平成２６年法律第５０号）に基づく指定医療機関 |
| 精神保健及び精神障害者福祉に関する法律（昭和２５年法律第１２３号）に基づく指定病院又は応急入院指定病院 | 臨床研修病院                                                                       |
| 精神保健指定医の配置されている医療機関                                                                 |                                                                                    |

- このほか、各種法令による指定・認定病院であるとともに、各学会の認定施設でもある。

## 不祥事
- 労働基準監督署の是正勧告（2018年1月） - 精神科医2人の勤務記録(20ヶ月間)において36協定の上限を超える70時間の時間外労働が行われていた事が分かった。1人は20ヶ月で20回、もうひとりの医師も13回に及び、最長で200時間を超える月もあった。これに伴い、2018年1月に労働基準監督署より是正勧告を受けた[3]。

## アクセス
- JR予讃線「丸亀駅」よりタクシーで約10分（徒歩約25分）[4]
- JR予讃線・瀬戸大橋線「宇多津駅」よりタクシーで約5分（徒歩約15分）[4]
- 丸亀コミュニティバス[4]
  - 丸亀東線「東新開」停留所下車徒歩約10分
  - 丸亀東線「新聞放送会館」停留所下車徒歩約5分
  - レオマ宇多津線「中讃保健福祉事務所」停留所下車徒歩約3分
  - 綾歌宇多津線「新開」停留所下車徒歩約10分